# ОШ „Бранко Радичевић” Мали Зворник
ОШ „Бранко Радичевић” у Малом Зворнику је једина школска установа основног образовања у градском делу општине.

## Прошлост школе
Школа је основана 1905. године, као четвороразредна школа, за коју је подигнута нова зграда. Пре ове школе у месту је постојала само муслиманска верска школа. Зграда школе је зидана средствима Подринског округа, који је финансирао и куповину плаца. Као први учитељ у школи наводи се Авдо Карабеговић. У Првом светском рату зграда школе није рушена, али је зато у Другом светском рату доста оштећена бомбардовањем преко Дрине, из Зворника и од стране разних војски и избеглица који су били смештени у њој, пошто школа није радила.
Након ослобођења уследила је обнова школе, борећи се са оскудицом и општим сиромаштвом, школа је почела са радом 13. јануара 1947. године.

## Школа данас
Школа је данас модерно опремљена установа, са веома добрим условима за образовање ученика и рад наставног особља. Статус осмогодишње школе добила је 1960. године. Школа обележава 15. март као Дан школе, када 1824. године рођен Бранко Радичевић.
Данас је у школи организована Педагошко - психолошка служба, ђачка кухиња, стоматолошка амбуланта и библиотека. Библиотека је основана 1946. године као књижница и данас њен Фонд располаже са преко 7382 јединице грађе. Подељен је на ученички и наставнички фонд. Библиотека у свом фонду има и неконвенционалне изворе информисања - CD, DVD и остале мултимедијалне материјале.